# Polypedilum sibiricum
Polypedilum sibiricum är en tvåvingeart som beskrevs av Maurice Emile Marie Goetghebuer 1933. Polypedilum sibiricum ingår i släktet Polypedilum och familjen fjädermyggor. Inga underarter finns listade i Catalogue of Life.